# Hadiya (zon)
Hadiya är en zon i Etiopien.   Den ligger i regionen Ye Debub Biheroch Bihereseboch na Hizboch, i den centrala delen av landet, 200 km sydväst om huvudstaden Addis Abeba. Antalet invånare är 1 231 196.
Hadiya delas in i:
- Badowacho
- Kucha
- Melkoza
- Soro